# Crystel Graf
Crystel Graf (* 21. August 1985 in La Chaux-de-Fonds, Kanton Neuenburg; heimatberechtigt in Grub,  Kanton Appenzell Ausserrhoden) ist eine Schweizer Politikerin (FDP). Seit Mai 2021 gehört sie dem Staatsrat des Kantons Neuenburg an.

## Biografie
Crystel Graf wurde in der Stadt La Chaux-de-Fonds als Tochter eines Kaufmanns geboren. Sie studierte an der Universität Neuenburg und an der Universität Luzern Rechtswissenschaften. Nach dem Abschluss des Masterstudiums bildete sie sich bis 2016 zusätzlich im Bereich des Kampfs gegen die organisierte Kriminalität weiter.
2012 bis 2014 war sie als Juristin in der Verwaltung des Kantons Waadt und dort besonders für den Stab der Staatsrätin Anne-Catherine Lyon tätig. Danach arbeitete sie für eine Vereinigung zur Selbstregulierung der Finanzmärkte mit Sitz in Neuenburg.
Ihre politische Karriere begann sie 2017 in der FDP. 2020 wurde sie Vizepräsidentin der Neuenburger Kantonalpartei. In den kantonalen Wahlen 2021 wurde sie im Alter von 35 Jahren in den Staatsrat, die Exekutive des Kantons Neuenburg, gewählt. Sie leitet das Departement für Bildung, Finanzen und Digitalisierung. In den kantonalen Wahlen vom 23. März 2025 erzielte sie das fünftbeste Resultat aller für den Staatsrat (Kantonsregierung) Kandidierenden, erreichte jedoch im ersten Wahlgang das absolute Mehr nicht. Weil sich wenig später alle politischen Gruppierungen über den Verzicht auf einen zweiten Wahlgang verständigten, erreichte sie die Wiederwahl dennoch.
2022 war sie Vorsitzende des Regierungsausschusses der Fachhochschule Westschweiz HES-SO.